# Capo Vaticano
Capo Vaticano è un'estesa località promontuosa, balneare e pianeggiante della frazione San Nicolò, nel comune di Ricadi (VV), situato tra Tropea e Nicotera, lungo la "Costa degli Dei" noto tratto di costa del Tirreno meridionale a vocazione turistica.
Il territorio di Capo Vaticano è ricco di strutture ricettive dotate di servizi di animazione. Il promontorio, che ne assume il nome, raggiunge l'altezza massima di 124 metri ed è fatto di uno speciale granito, quello bianco-grigio, studiato in tutto il mondo per le sue particolarità geologiche. Rinomate le sue vedute panoramiche, particolari sono le vedute dei colori del mare al tramonto del sole. In passato il Capo era il luogo di produzione della famosa cipolla rossa, veniva qui coltivata e poi portata a Tropea per la vendita.

## Storia
Ai tempi della Magna Grecia la località era conosciuta con il termine di Taurianum Promontorium ed era nota per ospitare un oracolo a cui i marinai si rivolgevano per conoscere il futuro prima di avventurarsi attraverso le acque pericolose dello stretto di Messina dove si credeva vivessero i temutissimi mostri Scilla e Cariddi. Il nome Capo Vaticano deriva invece dal periodo romano ed in particolare dal termine latino "Vaticinium" che significa "predizione".
La posizione strategica lungo la costa ha reso questo luogo un punto importante per i commerci marittimi ed è proprio qui che sorgeva il Portus Herculis (o Forum Herculis) i cui resti, parzialmente sommersi, sono ancora visibili presso la spiaggia di Formicoli nel comune di Santa Domenica di Ricadi.

## Il faro
Il faro, costruito nel 1870, si trova sull'estremità del promontorio di Capo Vaticano a circa 100m sul livello del mare ed è noto per il suo belvedere che offre una vista panoramica eccezionale sul golfo di Gioia Tauro, sullo stretto di Messina e sulle isole Eolie.

## Galleria d'immagini

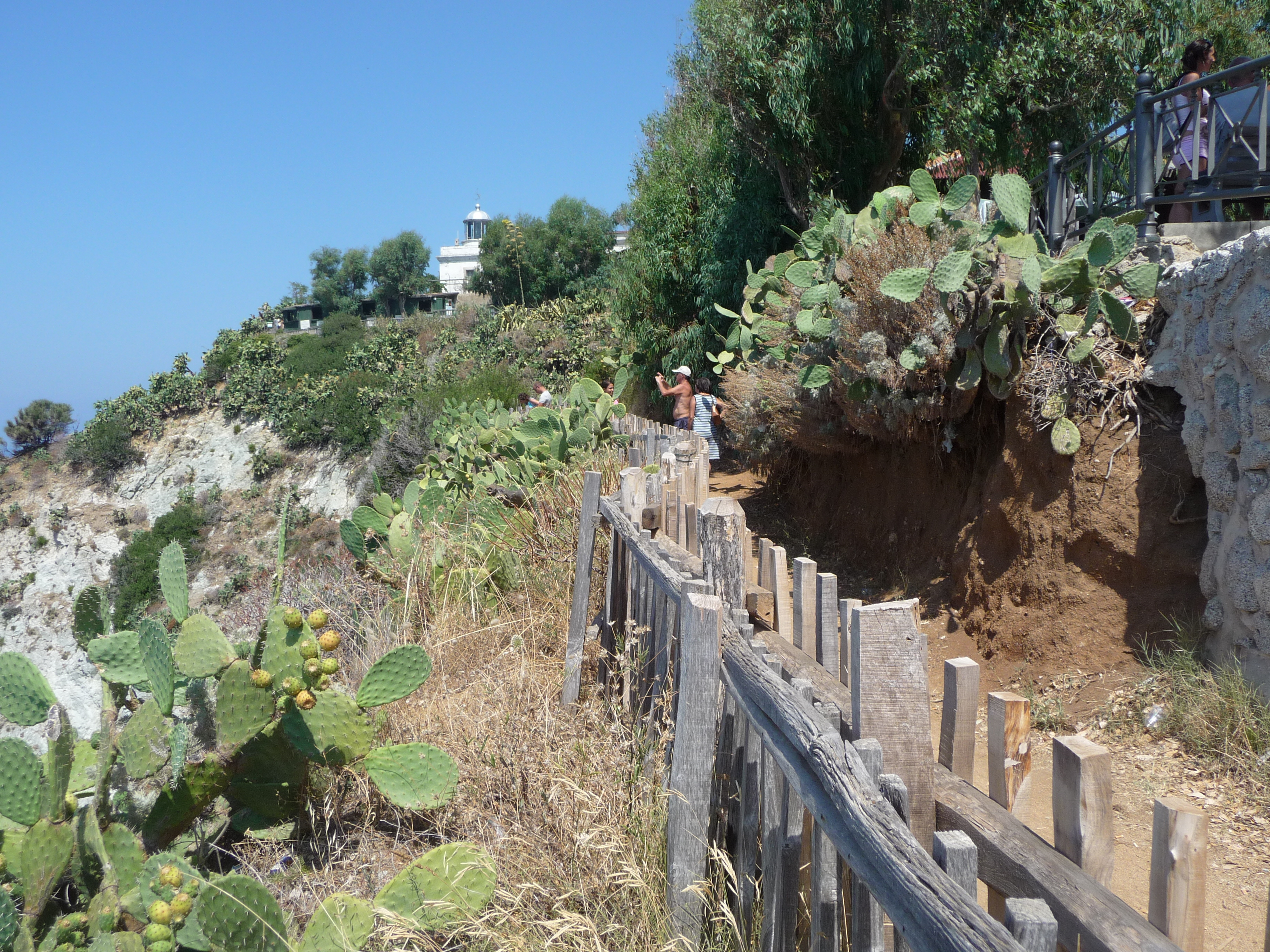
Sentiero panoramico a Capo Vaticano con faro 2009
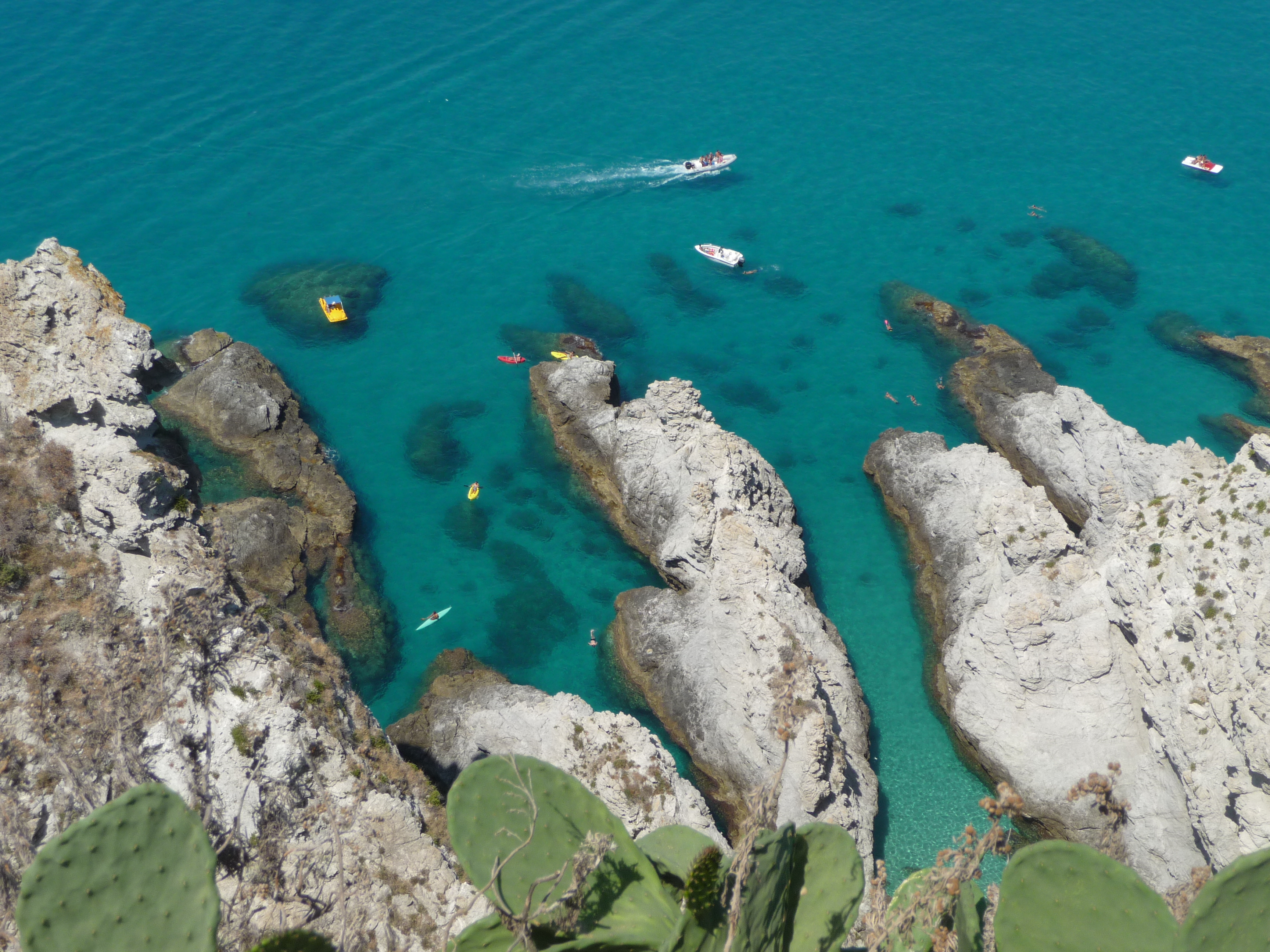
Insenature di Capo Vaticano 2009
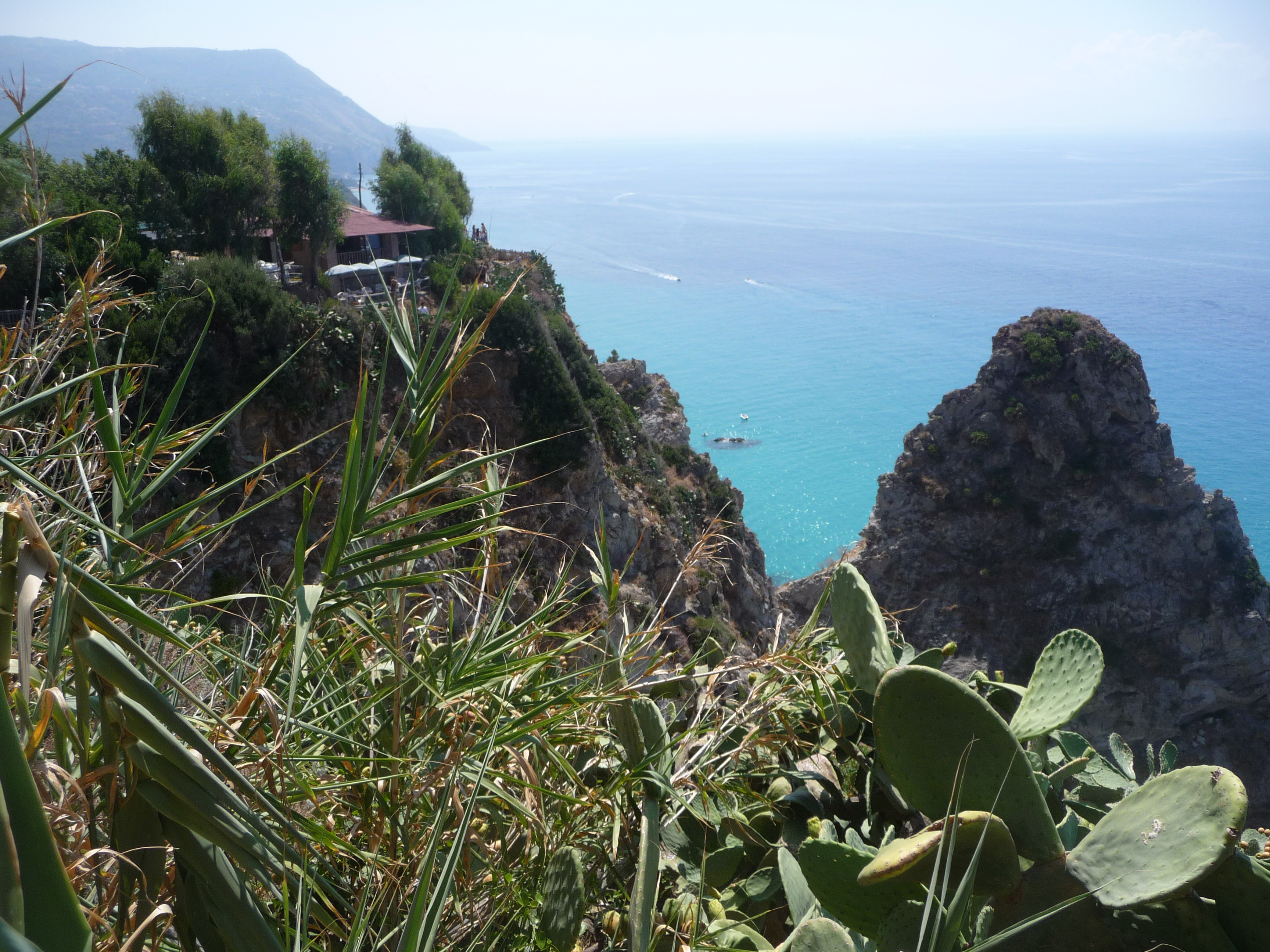
Panorama da Capo Vaticano 2009
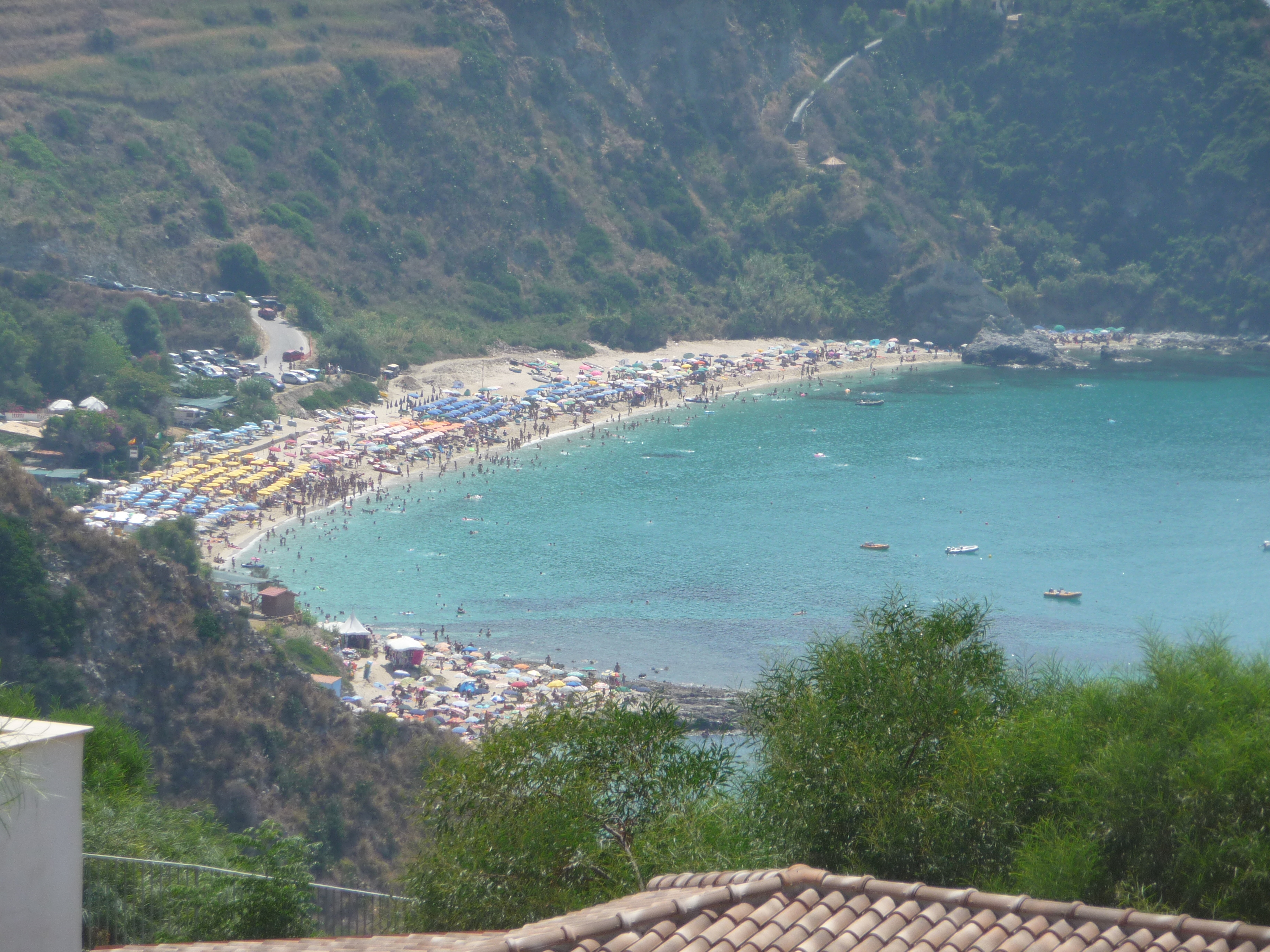
Spiaggia di Località Grotticelle

## Voci correlate

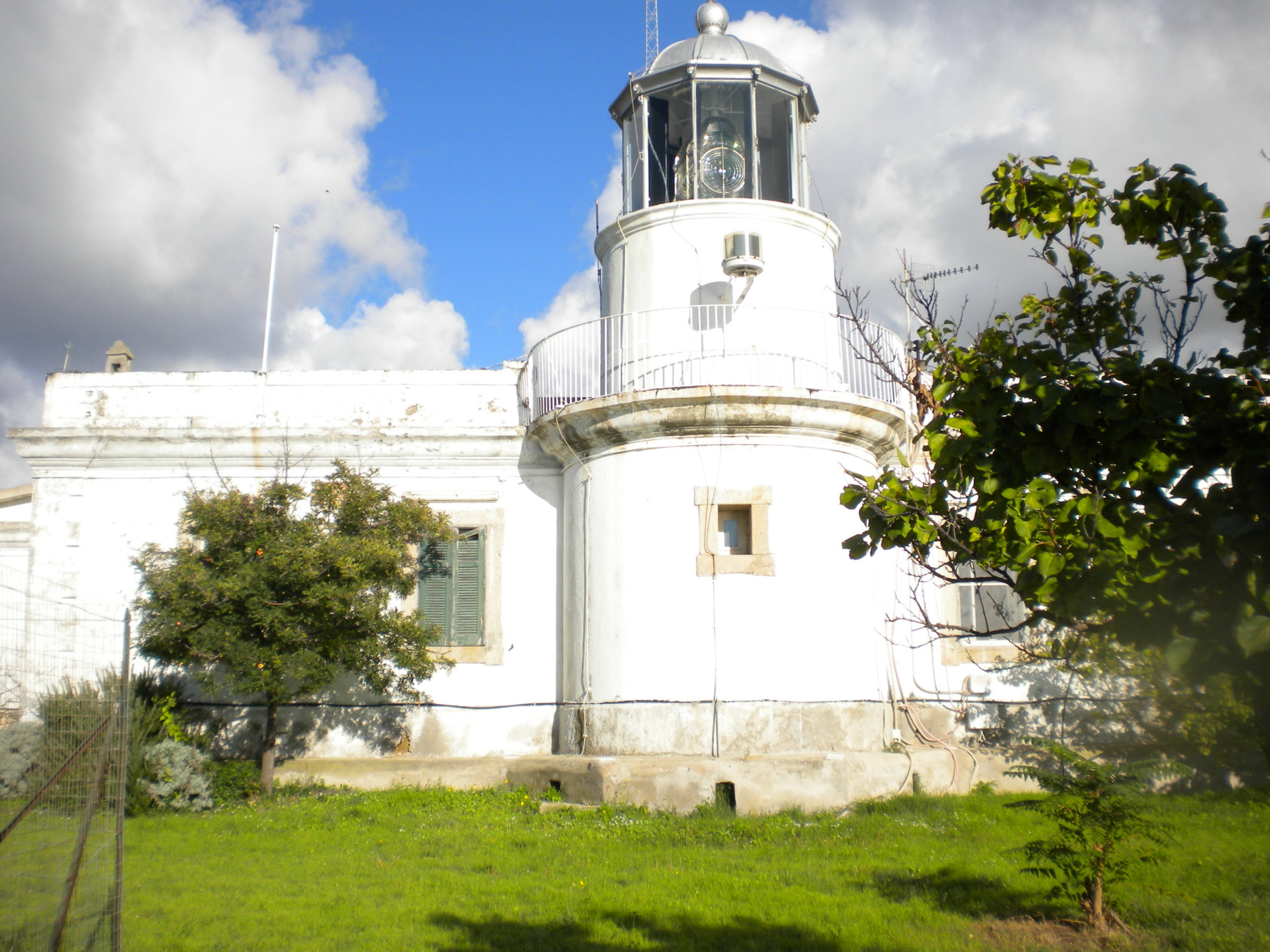
Faro della Regia Marina (1870)